# Kølemiddel
Et kølemiddel er et fluid, som bevæger sig rundt i et kølekredsløb, henholdsvis som gas og væske. Disse er typisk forbindelser af kulstof og et eller flere halogener, eventuelt også med brint som eksempelvis derivatet af etan  R125, hvilket betyder at det består af atomerne C2H1F5, (koden aflæses således: C + 1, H - 1 og F). Kølemidlerne går under mange navne: CFC-gasser,  HFC-gasser, BCF-gasser, HCFC-gasser, Freon, Halon (se f.eks. den omfattende engelske liste).
Kølemidlet kan være naturlige stoffer såsom: vand (brine), ammoniak, nitrogen og lignende, men oftest er det kunstige sammensætninger, typisk bestående af: brint, fluor og kulstof de såkaldte HFC-gasser, som er mere eller mindre skadelige for miljøet og atmosfæren. Af den grund er der i Danmark en regel om, at et køleanlæg eller en varmepumpe ikke må indeholde mere end 10 kg kølemiddel pr. kølesystem medmindre det er et naturligt kølemiddel. (Naturlige kølemidler er f.eks. R717 Ammoniak, R290 Propan eller R744 CO2) Reglen for de 10 kg er lavet for at mindske forbruget af syntetiske kølemidler (HFC-gasser), og derfor skal man bruge naturlige kølemidler så snart det er muligt. Det er ikke hensigten at man opsætter flere systemer med 10 kg HFC kølemidler for at opnå en større kapacitet eller dække flere kølesteder, da bør man i stedet bruge naturlige kølemidler.
De senere år er man begyndt at blande to/flere kølemidler sammen for at opnå de bedste effekter og egenskaber for miljøet, når man taler om HFC-kølemidler. De starter alle med R4, og det mest anvendte nu om dage er R410A, som også kaldes for puron. HFC kølemidlerne er ikke miljøneutrale som de naturlige kølemidler.

## Kølemidlets cyklus
Skitsen til højre er et såkaldt H-log(P)-diagram, bemærk at tryk og temperatur er logaritmisk. 
```
Entalpi
, afbilledet logaritmisk af x-aksen, er kølemidlets specifikke 
varmeindhold
. Trykket er afbilledet logaritmisk af y-aksen. Den grønne kurve er 
kogepunktslinjen
. Den røde kurve er 
dugpunktslinjen
. Disse mødes på toppen i det såkaldte 
kritiske
 
punkt
. Bliver trykket højere end dette, vil der ikke være nogen overgangsfase mellem væske og gas. Det vil sige, at man ved dette tryk ikke kan udnytte kølemidlet til at holde en fast temperatur over en fordampnings- eller kondenseringsperiode.
```

De blå linjer angiver konstant temperatur (iso-termisk). Til venstre for den grønne kogepunktskurven  er midlet i væskefase og underafkølet. Disse temperturlinjer er lodrette, da trykket ikke har nogen indvirkning på isotermerne.  Mellem koge- og dugpunktskurverne er midlet i en overgangsfase (blanding af væske og gas) ved den over linjen angivne temperatur.  Ligesom med vand ved 100 °C, kan temperaturen ikke stige, med mindre trykket ændres. Til højre for dugpunktslinjen er midlet i gasform, her kan temperaturen stige, men afhængigt af trykket, hvorfor linjerne ikke er lodrette.
Betragt nu trapezen, kølekredsen (1)-(7).
Fra (1) til (2) sker en fordampning. I det viste eksempel ved ~6 bar og -10 °C. Det vil sige, at selvom temperaturen uden for kølekredsen er eksempelvis -5 °C, vil det være varmere end kølemidlet, og varme vil 'trænge' ind i systemet.
Fra (2) til (3) foregår en overophedning, hvorved man bedre sikres at kølemidlet er i gasform. Det gøres af hensyn til kompressoren, som ikke 'tåler' væske. I det viste eksempel stiger temperaturen til cirka +8 °C. Hvilket kun kan forekomme, hvis temperaturen uden for kølekredsen er mindst 8 grader (til dette kan et varmelegeme være nødvendigt).
Fra (3) til (4) sker en kompression: Tryk og temperatur stiger. Dette bør i teorien ske isentropisk (med konstant entalpi), men i praksis har kompressoren ikke en virkningsgrad på 100%. Hvis denne process var isentropisk ville (3) til (4) være lodret.
Fra (4) til (5) vil det temmelig meget ophedede kølemiddel miste en del i temperatur. Dette kan ske i kondensatoren eller i rørene mellem kompressoren og kondensatoren.
Fra (5) til (6) kondensere kølemidlet fra gas til væske, mens det afgiver varme fra kondensoren til omgivelserne. I det viste eksempel er kølemidlet +30 °C ved ~20 bar. Nok til at opretholde 21 grader i rummet.
Fra (6) til (7) underafkøles kølemidlet for at sikre at kølemidlet igen er på væskeform.
Fra (7) til (1) sker der en ekspansion ved hjælp af en ventil, der lader kølemidlet i passende mængde passerede igennem til lavtrykssiden. Derved omdannes noget af væsken til gas – typisk 15-20% – allerede inden fordamperen.

## Virkningsgrader
Det eneste i processen, der bruger udefrakommende energi, er kompressoren i form af strøm. Hvor meget dette er, kan aflæses ved at finde differencen mellem entalpi-værdierne ved punkterne (3) og (4). Den energi man får ud i form af varme til lokalet, er den tilsvarende difference mellem (4) og (6), som nødvendigvis må blive højere. Virkningsgraden er således: [(4) – (6)] / [(4) – (3)]. Denne kaldes for varmepumpens EER-værdi (energy efficiency ratio), og i modsætning til andre typer varmekilder, som ikke kan komme over 1, vil det forekomme her. Typisk ligger den på 3 til 5. Man får således rigtig meget for pengene.
En varmepumpe kan som regel også køle om sommeren. Det sker ganske enkelt ved, at man lader kølemidlet bevæge sig den modsatte vej rundt i kredsløbet, via en 4-vejs-ventil, således at fordamperen bliver til en kondensator og omvendt. Det vil sige, set på skitsen herover, vil det stadig gå samme vej rundt. Det hele vil blot rykke højere op, således at hele processen forløber ved højere tryk. Fordamperen er så indendørs og kondensatoren udendørs. Eller for et køleskab sidder den bagpå og giver varme til køkkenet.
For et køleapparat taler man i stedet om en COP-værdi (coefficient of performance), som beregnes således: [(3) – (1)] / [(4) – (3)]. Som det tydeligt fremgår, vil den typisk være noget mindre end EER-værdien.
I praksis vil der være trykfald i alle rør og i særdeleshed i bøjninger og stigninger, så i virkelighedens verden vil linjerne for fordampning (1)-(2) og kondensering (5)-(6) have et lille fald nedefter, hvilket reducerer COP- og EER-værdierne en smule. Et er den teoretiske beregning, men man er nødt til at afmåle det, når anlægget er skruet sammen, førend man kan angive det i et katalog.

## Eksterne henvisning
- Beregningsprogrammet 'Coolpack' Arkiveret 31. december 2012 hos  Wayback Machine